# Tubten Dzsigme Norbu
Tubten Dzsigme Norbu (tibeti: ཐུབ་བསྟན་འཇིགས་མེད་ནོར་བུ་, wylie: Thub-sztan 'Dzsigsz-med Nor-bu) (1922. augusztus 16. – 2008. szeptember 5.) későbbi nevén Takcer rinpocse, tibeti láma, író, polgárjogi aktivista, a tibeti tudományok professzora, a 14. dalai láma, Tendzin Gyaco bátyja volt. Ő volt az egyik legelső nagy rangú tibeti láma, aki emigránsként külföldön telepedett le és a legelső tibeti, aki az Egyesült Államokban lelt új hazára.

## Származása
Paraszti családba született Takcer („üvöltő tigris”) faluban, a tibeti Amdó régióban, amely politikailag 1928 után a kínai Csinghaj tartomány részét képezte. Egyike volt a család hét gyermeke közül, akik túlélték a gyermekkort (összesen 16 gyermeket szült édesanyja). Legidősebb fiúgyermekként Norbunak egy nővére volt, egy húga és öt öccse. Hároméves korában a 13. dalai láma felismerte őt, mint Takcer rinpocse 24. reinkarnációját. Nyolcéves korában elkerült az amdói Kumbum kolostorba, Congkapa láma szülőhelyére, aki a tibeti buddhista gelug iskola alapítója volt.
Történelmileg a Kumbum kolostor – a kor egyik leghatalmasabb kolostora Kelet-Tibetben – a korábbi dalai lámák és pancsen lámák gyakori tartózkodási helye volt. Itt kezdte Norbu a szerzetesi tanulmányait. 27 éves korában megválasztották a kolostor apátjának. Később a Kumbum kolostor vált az egyik legelső kolostorrá, amelyet elfoglalt a Kínai Népköztársaság hadserege, a Kínai Népi Felszabadító Hadsereg. Norbu házi őrizetbe került, nem hagyhatta el a kolostor falait és 24 órán át megfigyelés alatt tartották. Azt követelték tőle, hogy utazzon Lhászába és árulja el a tibeti kormányt és az öccsét, a dalai lámát, aki akkor 15 éves volt. Norbu látszólag beleegyezett a tervbe, így sikerült eljutnia Lhászába testvéréhez, akit azonnal figyelmeztetett a kínaiak megszállására.

## Száműzetésben: 1950–2008

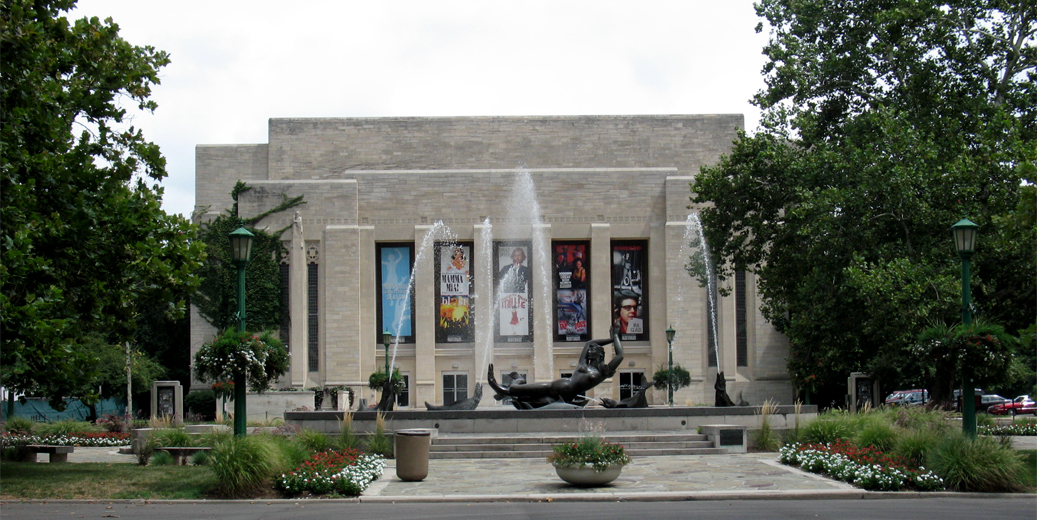
Rinpocse az Indianai Egyetemen dolgozott a tibeti tudományok professzoraként

1950-ben Norbu úgy döntött, hogy elhagyja Tibetet és a világ tudtára hozza országa kínaiak által okozott erőszak okozta szenvedéseket. Emigránsként folyamatosan Tibetért és a tibeti emberekért tevékenykedett. A dalai láma és a Központi Tibeti Adminisztráció képviselőjeként ellátogatott Japánba és az Egyesült Államokba. Ezután az Indianai Egyetemen dolgozott a tibeti tudományok professzoraként és több könyvet is írt, köztük az 1959-es önéletrajzot, Az én országom Tibet (Tibet Is My Country) és az 1968-as Tibet: története, vallása és népe című műveket. A világ minden táján rendszeresen tartott előadásokat a tibeti helyzetről.
1979-ben megalapította a Tibeti Kulturális Központot az amerikai Bloomington városban, amelyet a tibeti kultúra és vallás megőrzése céljából hoztak létre. 1989-ben csatlakozott hozzá Colin Turnbull a központ épületének létrehozásában. 2006-ban az intézmény felvette a Tibeti-Mongol Buddhista Kulturális Központ nevet, amelynek kulturális épületében olyan tibeti művészeti tárgyak kerültek kiállításra, mint homok mandalák és tibeti vajszobrok. Az épületben könyvtár és ajándékbolt is működik, amelyben tibeti menekültek írásai olvashatók.
A 14. dalai láma öt alkalommal látogatott el a központba. 1987-ben felavatta az ottani sztúpát, 1996-ban felszentelte a Kumbum Csamce Ling templom alapkövét, majd 1999-ben tizenkét napos tartózkodása során kálacsakra beavatást tartott a kálacsakra sztúpában a világbéke és a harmónia jegyében. 2003-ban a dalai láma vallásközi ünnepségre ajánlotta fel a templomot, 2007-ben pedig egy új boltívet avatott fel az épületben.

## Függetlenségi séták
1995-ben Norbu és mások megalapították a Nemzetközi Tibeti Függetlenségi Mozgalmat (ITIM). Ennek jegyében három sétát tett Tibet függetlenségéért. 1995-ben 80 mérfölded gyalogolt egy hét alatt Bloomington várostól to Indianapolis-ig. Egy évvel később már 300 mérföldet tett meg Washingtontól az Egyesült Nemzetek Szervezete New York-i központjáig, amely 45 napig tartott. Az ezt követő évben, hároméves lányával kiegészülve 600 mérföldet gyalogolt Torontótól New Yorkig március 10. (a Tibeti felkelés napja) és június 14. (Zászló nap) között. 1998-ban a függetlenségért gyalogolt el az oregoni Portland városától Vancouver-ig. 2000-ben a Nemzetközi Tibeti Függetlenségi Mozgalom csoportjának egyik fele San Franciscóból a másik San Diegóból indult és Los Angeles-ben találkozott, hogy üdvözölje az ott előadást tartó 14. dalai lámát.

## Élete Amerikában

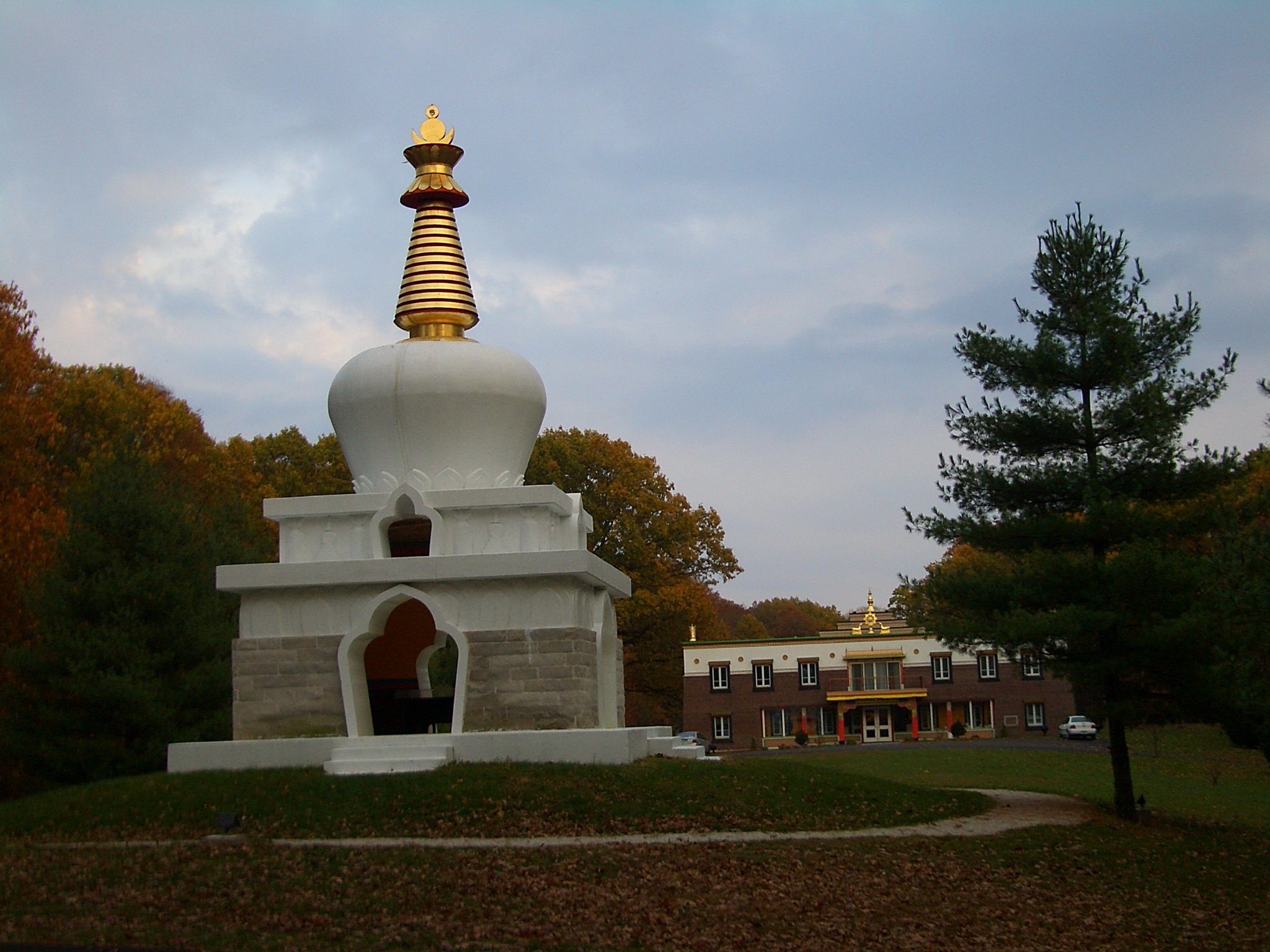
A Tibeti-Mongol Buddhista Kulturális Központban, Bloomington, Indiana

Norbu és felesége Kunyang a Tibeti-Mongol Buddhista Kulturális Központban laktak. Három fiuk van, Lhundrup, Kunga és Dzsigme Norbu, mind New York városban születtek. 2002 végén Norbu-nak több agyi érkatasztrófája, ismertebb nevén stroke-ja volt, amelynek következtében mozgásképtelenné vált. 2005-ben a dalai láma Aridzsa rinpocsét, a Kumbum kolostor korábbi apátját nevezte ki a Tibeti-Mongol Buddhista Kulturális Központ új igazgatójaként.
Norbu több éves betegség után, 86 éves korában halt meg, 2008. szeptember 5-én indianai otthonában. Testét hagyományos buddhista szertartással hamvasztották el. Legfiatalabb fia, Dzsigme 45 éves korában hunyt el, amikor egy tibeti függetlenségért folytatott tiltakozó sétája során elütötte egy autó Florida államban.

## Művei
- Tibet az én országom, önéletrajzi könyv – 1987 (ISBN 0861710452) és 2006 (ISBN 1425488587)
- Tibet: története, vallása és népe, Colin Turnbull amerikai íróval együtt – 1968 (ISBN 0671205595)
- Tibet: The Issue Is Independence – Tibetans-in-Exile Address the Key Tibetan Issue the World Avoids – esszégyűjtemény, 1994 (ISBN 0938077759)
- Younger Brother Don Yod – Norbu és Robert B. Ekvall, 1969 – az 5. pancsen láma drámájának angol fordítása.